# Кондесья
Кондесья́ (фр. Condeissiat) — коммуна во Франции, находится в регионе Рона — Альпы. Департамент — Эн. Входит в состав кантона Шатийон-сюр-Шаларон. Округ коммуны — Бурк-ан-Брес.
Код INSEE коммуны — 01113.

## География

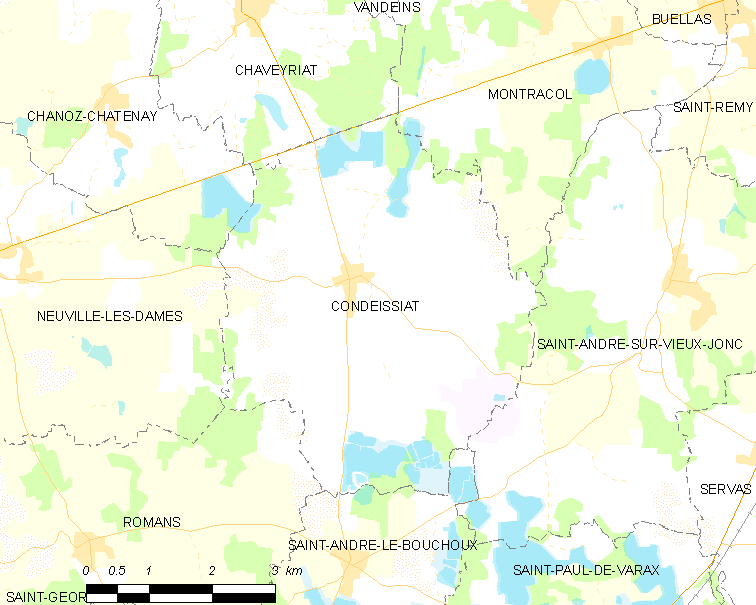
Карта коммуны

Коммуна расположена приблизительно в 370 км к юго-востоку от Парижа, в 50 км севернее Лиона, в 13 км к западу от Бурк-ан-Бреса.
На территории коммуны есть много озёр.

## Климат
Климат полуконтинентальный с холодной зимой и тёплым летом. Дожди бывают нечасто, в основном летом.

## Население
Население коммуны на 2010 год составляло 756 человек.
| 1962 | 1968 | 1975 | 1982 | 1990 | 1999 | 2010 |
| ---- | ---- | ---- | ---- | ---- | ---- | ---- |
| 524  | 519  | 510  | 496  | 581  | 649  | 756  |

## Администрация
| Период | Период | Фамилия       | Партия | Примечания |
| ------ | ------ | ------------- | ------ | ---------- |
| ?      | 1995   | Ги Робен      |        |            |
| 1995   | 2008   | Кристиан Мийе |        |            |
| 2008   | 2020   | Ален Дюпре    |        |            |

## Экономика
В 2010 году среди 472 человек трудоспособного возраста (15—64 лет) 384 были экономически активными, 88 — неактивными (показатель активности — 81,4 %, в 1999 году было 69,7 %). Из 384 активных жителей работали 361 человек (189 мужчин и 172 женщины), безработных было 23 (13 мужчин и 10 женщин). Среди 88 неактивных 31 человек были учениками или студентами, 31 — пенсионерами, 26 были неактивными по другим причинам.

## Достопримечательности
- Церковь Св. Иулиана (XIII век). Исторический памятник с 1927 года[4]
- Замок Нуар